# Satank
Satank, également connu sous les noms Set-ankeah ou Sitting Bear, est un guerrier de la tribu des Kiowas. En mai 1871, il est arrêté en compagnie de Satanta et Big Tree pour leur participation à l'attaque du convoi de chariots de Warren. Tous trois sont emprisonnés à Fort Sill en attendant d'être transférés au Texas pour y être jugés par un tribunal civil. Le 8 juin 1871, dans le chariot qui doit le mener à Jacksboro, Satank parvient à défaire ses liens et s'empare de la carabine de l'un de ses gardes mais il est tué avant d'avoir pu ouvrir le feu. Son corps fut laissé sur le bord de la piste avant d'être plus tard enterré au cimetière de Fort Sill.